# فوریه ۲۰۰۸
فوریه ۲۰۰۸ یکی از ماه‌های ۲۰۰۸ (میلادی) است.

## ۱ فوریه ۲۰۰۸
- ده‌ها کشته در اثر دو انفجار در بغداد

دو انفجار انتحاری در بغداد، به کشته شدن دست کم ۷۰ نفر و مجروح شدن ۱۱۰ نفر منجر شده‌است. بی‌بی‌سی‌

## ۲ فوریه ۲۰۰۸
- احمد بورقانی درگذشت

احمد بورقانی، فعال سیاسی حزب مشارکت و نماینده مردم تهران در مجلس ششم بر اثر سکته قلبی درگذشت.بی‌بی‌سی

## ۳ فوریه ۲۰۰۸
- پیروزی تادیچ در انتخابات ریاست جمهوری صربستان

بوریس تادیچ، رئیس جمهور صربستان، با شکست تومیسلاو نیکولیچ، رقیب ملی گرای خود، در انتخابات بسیار فشرده ریاست جمهوری این کشور به پیروزی رسید. بی‌بی‌سی فارسی

## ۴ فوریه ۲۰۰۸
- انتقاد آمریکا از پرتاب موشک «سفیر» ایران

آمریکا پرتاب سفیر را باعث تاسف خواند و اعلام کرد که جمهوری اسلامی ایران با آزمایش چنین موشک‌های بالستیکی خود را هر چه بیشتر از جامعه جهانی منزوی خواهد کرد. صدای آمریکا
- ایران یک موشک ماهواره‌بر به فضا پرتاب کرد

نخستین موشک فضایی بومی ایران با نام «سفیر» حامل «کاوشگر-۱» پرتاب شد.بی‌بی‌سی فارسی رادیو فردا
- حمله انتحاری در شهر اسرائیلی دیمونا توسط گردان‌های عزالدین قسام

یک تروریست فلسطینی روز دوشنبه با انفجار کمربند انفجاری خود در شهر دیمونا باعث مرگ خود و نیز یک پیرزن ۷۳ ساله اسرائیلی شد. یازده شهروند اسرائیلی نیز در این عملیات زخمی شدند. پلیس اسرائیل فرد دیگری را نیز که قصد عملیات انتحاری در همان نقطه را داشت، پیش از آنکه موفق شود که خود را منفجر کند، از پای درآوردند. بی‌بی‌سی فارسی، فایننشیال تایمز، ایندیپندنت

## ۵ فوریه ۲۰۰۸
- مراحل مقدماتی انتخابات در آمریکا

مردم در ۲۴ ایالت آمریکا امروز جهت انتخاب کاندیدای ریاست جمهوری به پای صندوق های رای می روند. رادیو فردا
- اعتراض رسمی ایران به پرتاب ماهواره اسرائیلی

وزارت خارجه جمهوری اسلامی ایران مراتب ناخرسندی خود را رسماً به دولت هندوستان بابت پرتاب یک ماهواره اسرائیلی به آن کشور تسلیم کرد. یاهو نیوز

## ۶ فوریه ۲۰۰۸
- بازگشایی سینما آزادی تهران

سینما آزادی تهران (شهر فرنگ سابق) بازگشایی شد. بی‌بی‌سی فارسی
- تغییر رئیس دانشگاه تهران

عباسعلی عمید زنجانی، نخستین رئیس روحانی دانشگاه تهران از ریاست این دانشگاه کنار رفت و جای خود را به فرهاد رهبر، رئیس برکنار شده سازمان مدیریت و برنامه ریزی ایران داد. بی‌بی‌سی فارسی
- ابراز نگرانی روسیه از پرتاب موشک ایرانی به فضا

معاون وزیرخارجه روسیه پرتاب موشک ایرانی «سفیر» به فضا را مایه سوء ظن بیشتر نسبت به برنامه اتمی ایران دانسته است. بی‌بی‌سی فارسی

## ۷ فوریه ۲۰۰۸
- میت رامنی از رقابت‌های انتخاباتی آمریکا کنار کشید

میت رامنی، فرماندار سابق ماساچوست، از رقابت بر سر تصاحب کاندیداتوری حزب جمهوریخواه آمریکا در انتخابات ریاست جمهوری ایالات متحده آمریکا کنار کشید. بی‌بی‌سی فارسی
- گردباد و توفان جان ۴۸ نفر را در آمریکا گرفت

گردباد همراه با توفان‌های موسمی در جنوب ایالات متحده آمریکا، طی دو روز سه شنبه و چهارشنبه دست کم ۴۸ کشته و بيش از ۱۵۰ مجروح برجای گذاشت. رادیو فردا
- «رکورد تولید نفت بعد از انقلاب ۱۳۵۷ شکسته شد»

غلامحسین نوذری، وزير نفت ايران، اعلام کرد که روز سه شنبه، با توليد «چهار ميليون و ۱۸۴ هزار بشکه نفت در روز»، رکورد توليد نفت، بعد از انقلاب ۱۳۵۷ در کشور شکسته شده است. رادیو فردا

## ۸ فوریه ۲۰۰۸
- سرقت آثار پیکاسو در سوئیس

دو نقاشی از آثار پابلو پیکاسو، نقاش و مجسمه ساز اسپانیایی از یک نمایشگاه در سوئیس به سرقت رفت.بی‌بی‌سی فارسی
- فضاپیمای آتلانتیس ماموریت خود را آغاز کرد

شاتل فضایی آتلانتیس بالاخره پس از تاخیری دو ماهه روز پنجشنبه راهی ماموریت فضایی خود به سوی ایستگاه فضایی بین‌المللی شد. بی‌بی‌سی فارسی
- تصویب محرک ۱۶۷ میلیارد دلاری در کنگره آمریکا

کنگره ایالات متحده آمریکا یک طرح محرک‌های اقتصادی به میزان ۱۶۷ میلیارد دلار را با هدف کمک به رشد بزرگترین اقتصاد جهان و پرهیز آن از وارد شدن به دوران رکود را تصویب کرد. بی‌بی‌سی فارسی

## ۹ فوریه ۲۰۰۸
- لغو ممنوعیت حجاب در دانشگاه‌های ترکیه

در پی تصویب دو اصلاحيه در قانون اساسی ترکیه، توسط پارلمان آن کشور، ممنوعیت حجاب در دانشگاه‌های ترکیه لغو شد. بی‌بی‌سی فارسی، رادیو فردا
- درگذشت ژازه تباتبایی، مجسمه‌ساز مشهور ایرانی

ژازه تباتبایی، نقاش، شاعر و مجسمه‌ساز ایرانی در بیمارستانی در تهران درگذشت. در جامعه هنری ایران، از وی با نام «پیکاسوی ایران» یاد می‌شد. بی‌بی‌سی فارسی، رادیو زمانه

## ۱۰ فوریه ۲۰۰۸
- پیروزی اوباما در نبراسکا و واشنگتن

در ادامه رقابت میان داوطلبان نامزدی ریاست جمهوری آمریکا از دو حزب دموکرات و جمهوریخواه، باراک اوباما حمایت اکثریت دموکراتها را در ایالتهای نبراسکا و واشنگتن و مایک هاکبی، حمایت جمهوریخواهان کانزاس را به دست آورد. بی‌بی‌سی فارسی
- پرچم عراق بر فراز پارلمان کردستان عراق برافراشته شد

برای اولین بار پرچم جدید عراق بر فراز پارلمان منطقه خود مختار کردستان عراق به اهتزاز درآمد. بی‌بی‌سی فارسی

## ۱۱ فوریه ۲۰۰۸
- اتصال فضاپیمای آتلانتیس با ایستگاه بین المللی فضایی

فضانوردان ناسا بخش جدیدی از ایستگاه فضایی بین‌المللی را به ایستگاه فضایی پیوند دادند. این بخش جدید آزمایشگاه فضایی کلمبوس نام دارد و ساخت سازمان فضایی اروپا است. بی‌بی‌سی

## ۱۲ فوریه ۲۰۰۸
- ترور عماد مغنیه از رهبران برجسته حزب‌الله لبنان

عماد مغنیه رهبران برجسته حزب‌الله لبنان طی یک انفجار خودروی بمب‌گذاری‌شده در پایتخت سوریه ترور شد.Press TV
- افت مالی بی سابقه در جنرال موتورز

شرکت اتومبیل سازی جنرال موتورز اعلام کرد که در سال گذشته بیش از ۳۸ میلیارد دلار افت مالی داشته که در تاریخ اتومبیل سازی بی سابقه بوده‌است. لس آنجلس تایمز
- بازداشت افراطیون مسلمان در دانمارک

پلیس دانمارک سه نفر را به اتهام طرح قتل کاریکاتوریست حضرت محمد در دانمارک را بازداشت کرد. بی بی سی

## ۱۳ فوریه ۲۰۰۸
- پیروزی اوباما و مک کین در سه ایالت دیگر آمریکا

باراک اوباما از حزب دموکرات، و جان مک کین، از حزب جمهوری خواه،  درادامه رقابت‌های مقدماتی در ایالت‌های مریلند، ویرجینیا  و «واشنگتن دی‌سی» پیروز شدند. رادیو فردا بی‌بی‌سی فارسی

## ۱۴ فوریه ۲۰۰۸
- اعتراض ایران به پخش فیلم هلندی

غلامحسين الهام در نامه ‌ای به مقامات هلندی از ساخت فيلمی «توهين آميز عليه قرآن مجيد» در اين كشور ابراز ناخشنودی كرد و خواستار جلوگيری از «توهين به انبيا و كتاب آسمانی» شد. علاالدین بروجردی نیز قول تجدید نظر در روابط ایران با هلند در صورت پخش این فیلم را داد. بی بی سی متفکر آمریکایی تهران تایمز

## ۱۵ فوریه ۲۰۰۸
- عربستان سعودی ایران را یک «خطر برای منطقه» خواند

سعود الفیصل در دیدار با ولادمیر پوتین از روسیه درخواست کرد که مبادلات با ایران را قطع کند تا جلوی «خطر ایران که منطقه را تهدید می کند» گرفته شود. وزیر امور خارجه عربستان در عوض قول خرید میلیارد ها دلار اسلحه از روسیه و سرمایه گذاری را نمود. آژانس اطلاعاتی اخبار روسیه روزنامه کمرسانت

## ۱۶ فوریه ۲۰۰۸
- خرس نقره‌ای برای رضا ناجی

رضا ناجی (بازیگر) بازیگر فیلم آواز گنجشک‌ها به کارگردانی مجید مجیدی شنبه شب در مراسم پایانی جشنواره فیلم برلین موفق به دریافت جایزه خرس نقره‌ای این جشنواره (بهترین بازیگر مرد) شد. بی‌بی‌سی فارسی
- ملاقات مقام‌های ایران و آمریکا در پاریس فاش شد

یک مقام رسمی آمریکایی گفته‌است که دانیل گلیزر، معاون وزیر خزانه داری آمریکا در امر مبادلات مالی تروریستی و جرایم مالی با مقامات ایران ملاقات کرده‌است.بی‌بی‌سی، رادیو فردا

## ۱۷ فوریه ۲۰۰۸
- کشف دو گونه جدید دایناسور

دانشمندان دانشگاه شیکاگو دو گونه جدید دایناسور گوشتخوار را در صحراهای افریقا کشف کردند. روزنامه یو اس ای تودی
- لغو سفر هیئت دانمارکی به ایران

یک هیئت پارلمانی از دانمارک بدلیل «خدشه وارد کردن ایران به آزادی بيان»، سفر خود را به ایران لغو کرد. رادیو فردا بی بی سی

## ۱۸ فوریه ۲۰۰۸
- اکتشاف دیوار تاریخی در گرگان

باستان شناسان دانشگاه ادینبرگ تاریخ ساخت دیوار بزرگ گرگان را به قرن پنجم میلادی تخمین زدند. این دیوار بزرگ تدافعی به مار سرخ شهرت یافته است. ساینس دیلی
نشریه باستانشناسی جهان امروز

## ۱۹ فوریه ۲۰۰۸
- کناره گیری فیدل کاسترو از قدرت

پس از نیم قرن حکومت بر کوبا، فیدل کاسترو (در تصویر) رسماً اعلام بازنشستگی از قدرت نمود. بی‌بی‌سی

## ۲۰ فوریه ۲۰۰۸
- رقابت در انتخابات ریاست جمهوری آمریکا

در ادامه انتخابات ریاست جمهوری ایالات متحده آمریکا، جان مک کین رقیب خود مایک هاکبی را یک بار دیگر شکست داد، در حالیکه باراک اوباما در دو ایالت هاوایی و ویسکانسین از رقیب خود هیلاری کلینتون پیشی گرفت. یو اس ای تودی
- اجرا شدن حکم اعدام در ایران

روز چهارشنبه در ایران ده نفر در شهرهای تهران و زنجان به دار آویخته شدند. رادیو فردا آژانس فرانس پرس

## ۲۱ فوریه ۲۰۰۸
- واکنش سازمان ملل به سخنان احمدی نژاد

بدنبال شکایت شدیداللحن اسرائیل علیه رئیس جمهور ایران در سازمان ملل متحد، بن کی مون اظهارات احمدی نژاد در تشبیه اسرائیل به یک «میکرب کثیف» و «حیوان وحشی» را تقبیح کرد. روزنامه نیویورک سان روزنامه جروسالم پست

## ۲۲ فوریه ۲۰۰۸
- گزارش تازه آژانس انرژی اتمی

در حالیکه ایران از گزارش تازه سازمان انرژی اتمی استقبال کرده و آن را دلیل بر صحت موضع خود میداند، آمریکا این گزارش را «دلیل خوبی برای تحریم بیشتر ایران» دانسته است. بی بی سی رادیو فردا روزنامه بالتیمور سان

## ۲۳ فوریه ۲۰۰۸
- جایزه بیست میلیون دلاری برای ارسال روبوت به کره ماه

«جایزهٔ لونار ایکس» شرکت گوگل به اولین تیمی که یک روبوت به سطح کره ماه بفرستد ۲۰ میلیون دلار میدهد. ده تیم هم اکنون در این مسابقه نام نویسی کرده اند. سی نت نیویورک تایمز

## ۲۴ فوریه ۲۰۰۸
- اختلافات جدی بین دو ایالت آمریکا بر سر منابع آب

دو ایالت تنسی و جورجیا بر سر مالکیت رودخانه تنسی با یکدیگر اختلافات جدی پیدا کرده‌اند، تا جاییکه مجلس جورجیا به تنسی هشدار داده‌است که در صورت نیاز، مسئله را به دادگاه عالی آمریکا نیز خواهد کشاند. خشکسالی روزافزون ایالت جورجیا در دو سال اخیر باعث بروز نگرانی‌هایی در رشد اقتصادی کلان-شهر آتلانتا شده‌است. روزنامه آتلانتا ژورنال کانستیتوشن نیویورک تایمز
- هدیه بی‌سابقه به دانشگاه آمریکایی

یک فرد متوفی در وصیت خود به دانشگاه استنفورد مبلغ ۶۰ میلیون دلار (۵۷ میلیارد تومان) اهدا کرد. چنین مبلغی در تاریخ هدایای اعطا شده به این دانشگاه بیسابقه‌است. این در حالیست که این دانشگاه با دریافت مجموع ۸۳۲ میلیون دلار (۷۸۲ میلیارد تومان) در سال ۲۰۰۷، در مرتبه نخست دانشگاه‌های آمریکا از نظر میزان هدایای نقدی دریافت شده در سال ۲۰۰۷ قرار گرفت. نشریه گاهنامه آموزش عالی آمریکا تایمز سیتل نشریه اقتصادی بلومبرگ

## ۲۵ فوریه ۲۰۰۸
- بانک مرکزی ایران، هدف بعدی تحریمات آمریکا

آمریکا اعلام کرد در نظر دارد تا با تحریم بانک مرکزی ایران توسط شورای امنیت سازمان ملل، ضربه مهلکی به دولت ایران وارد آورد. آ اف پ وال استریت ژورنال

## ۲۶ فوریه ۲۰۰۸
- انتقاد اتحادیه اروپا از لایحه جدید قانون ایران

اتحادیه اروپا از لایحه قانون مجازات اسلامی جدید ایران که تحت بررسی مجلس شورای اسلامی است انتقاد کرد. بر طبق ماده ۲۲۵ از بخش پنجم پیش نویس این قانون، حکم «ارتداد» از دین اسلام مجازات مرگ را خواهد داشت. بی بی سی رادیو فردا
- پژوهش جدید بر روی داروهای ضد افسردگی

بر طبق نتایج یک پژوهش جدید در انگلستان، داروهای ضد افسردگی با اثرات پلاسیبو تفاوت چندانی ندارند.
تایمز لندن

## ۲۷ فوریه ۲۰۰۸
- افتتاح «کشتی نوح» گیاهان

یک انبار غله در ۱۰۰ متری زیر زمین در نزدیکی قطب شمال گشایش یافت. این انبار حاوی یکصد تن از دانه های تمام گیاهان از ۱۰۰ کشور دنیا میباشد. هدف از گشایش این انبار، نگهداری بذر گیاهان مهم برای چندین قرن، در صورت وقوع روز مبادا در دنیا میباشد. تایمز لندن رویترز
- ظهور سل مقاوم

سازمان بهداشت جهانی اعلام کرد میزان افزایش نوعی سل بسیار مقاومی که در کشورهای جمهوری آذربایجان و قزاقستان دیده شده است، به بالاترین حد خود در جهان در تاریخ رسیده است. نیویورک تایمز هیوستون کرونیکل

## ۲۸ فوریه ۲۰۰۸
- ایران «قدرت اول جهان»

محمود احمدی نژاد در هشتمين کنگره سرداران شهيد مدعی شد که امروزه «همه فهميده‌ اند ايران تبديل به قدرت اول جهان شده است». خبرگزاری فرانسه خبرگزاری ایرلند رادیو فردا
- نقشه برداری «خارق العاده» از سطح کره ماه

دانشمندان ناسا اعلام کردند که توانسته اند از سطح قطب جنوب کره ماه با قدرت تفکیک پذیری ۲۰ متر بر پیکسل نقشه برداری کنند. نیویورک تایمز اینترنشنال بیزینس تایمز

## ۲۹ فوریه ۲۰۰۸
- فنلاند، برترین سیستم آموزشی جهان

سازمان توسعه و همکاری اقتصادی در گزارشی از نتایج تحقیقات خود اعلام کرد که کشورهای فنلاند، تایوان، کانادا، و هنگ کنگ از میان ۵۷ کشور بررسی شدهٔ این سازمان دارای برترین سیستمهای آموزشی در مقاطع پیش از دانشگاه می باشند. وال استریت ژورنال روزنامه آریزونا دیلی استار نشریه اسکریپس نیوز